# Toon van Driel
Toon van Driel (né en 1945) est un dessinateur néerlandais spécialisé dans le dessin d'humour et le comic strip. Il est en particulier connu pour deux séries se déroulant dans l'univers du football : F.C. Knudde (nl), lancée en 1973 dans Algemeen Dagblad, et Stamgasten (nl), lancée en 1978 avec Jan van Haasteren sous le pseudonyme commun ToJo.
Au cours de sa carrière, il a utilisé divers autres pseudonymes : Toon, John Myshkin, Glob, S. Treurschoon.

## Récompense
- 1988 : Prix Stripschap, pour l'ensemble de son œuvre